# Hrabstwo Sumter (Floryda)
Sumter – hrabstwo w stanie Floryda w USA. Populacja liczy 93420 mieszkańców (stan według spisu z 2010 roku).
Powierzchnia hrabstwa to 1503 km² (w tym 90 km² stanowią wody). Gęstość zaludnienia wynosi 66,11 osoby/km².

## Miejscowości
- Bushnell
- Center Hill
- Coleman
- Lake Panasoffkee (CDP)
- Webster
- Wildwood